# Ceferino (fotografía y cinematografía)

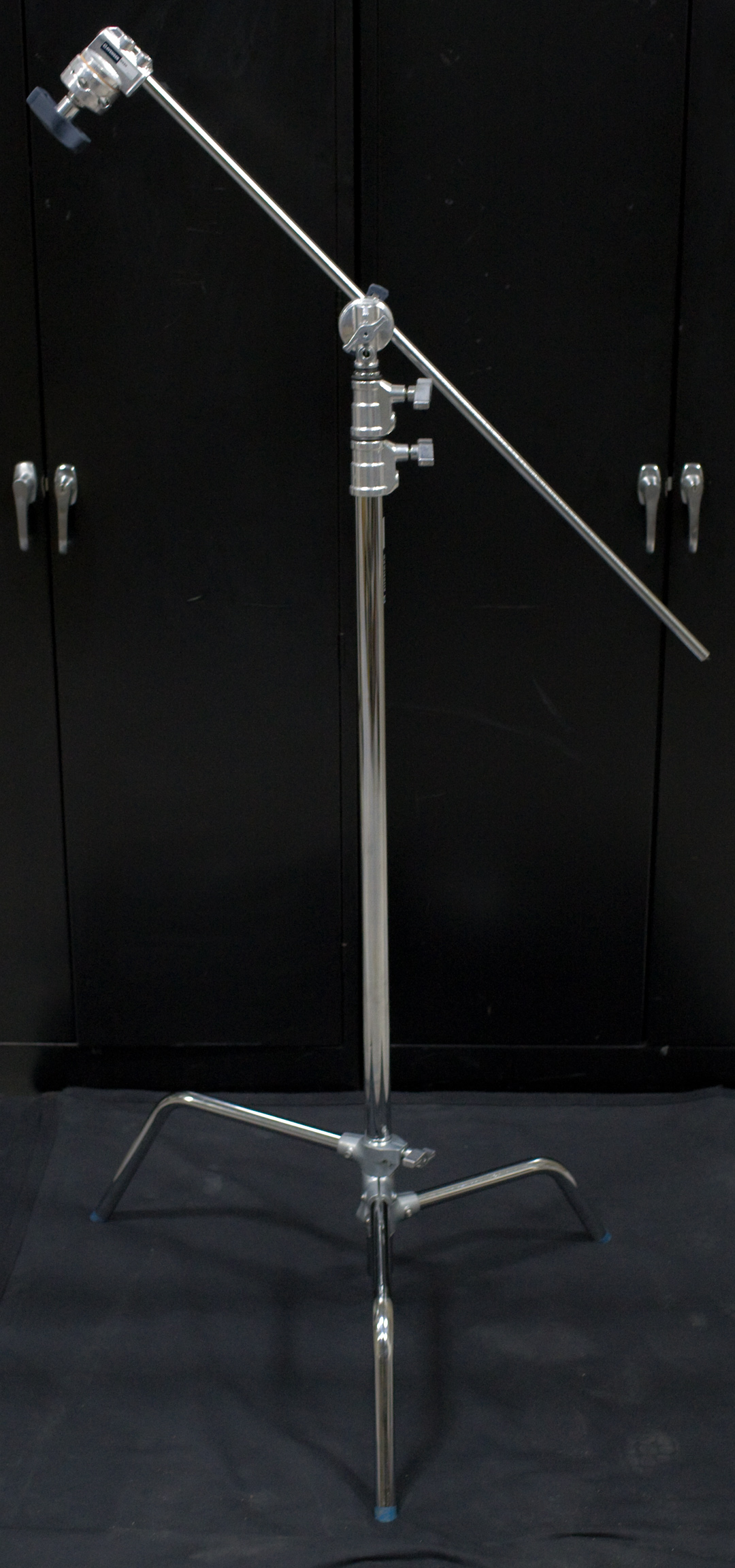
Ceferino “C-Stand” de Avenger.

Ceferino es un accesorio de sujeción y soporte que cuenta con brazo móvil y pie. Utilizado en fotografía y rodaje de cine para soportar accesorios de iluminación.   
C-Stand o Century stand se suele denominar en inglés a este accesorio, nombre que proviene de uno de los primeros modelos que se hicieron más populares de este equipamiento de iluminación. Construido en metal, consta de una rosca con dos discos de presión, con varias ranuras de diferentes medias que permiten insertar y sujetar diversidad de accesorios. Lo más habitual es que el ceferino incluya una barra, brazo de extensión, que permite diversidad de posiciones. Se suele colocar sobre un pie o trípode ligero, de modo que se distingue la rótula ceferino, extensión ceferino y trípode ceferino. 
Es un accesorio indispensable en el rodaje, versátil y robusto. Se utiliza para sujetar principalmente elementos de iluminación que tapan, difuminan o reflejan luz, como por ejemplo banderas, esticos o reflectores.